# Dobry człowiek w Afryce (film)
Dobry człowiek w Afryce (ang. A Good Man in Africa) – amerykańsko-południowoafrykański film komediowy z 1994 roku w reżyserii Bruce’a Beresforda, zrealizowany na podstawie powieści o tym samym tytule autorstwa Williama Boyda. Zdjęcia kręcono w RPA.

## Obsada
- Colin Friels jako Morgan Leafy
- Sean Connery jako dr Alex Murray
- John Lithgow jako Arthur Fanshawe
- Diana Rigg jako Chloe Fanshawe
- Louis Gossett Jr. jako prof. Sam Adekunle
- Joanne Whalley jako Celia Adekunle
- Sarah-Jane Fenton jako Priscilla Fanshawe